# Ken Myers
Kenneth Myers (født 26. august 1896 i Norristown, Pennsylvania, død 22. september 1972) var en amerikansk roer og olympisk guldvinder.

## Rokarriere
Myers var en alsidig roer, der stillede op i flere forskellige discipliner, og han roede for Penn Bachelors Barge Club i Philadelphia. Ved Sommer-OL 1920 i Antwerpen var han en del af klubbens firer med styrmand sammen med Carl Klose, brødrene Franz og Erich Federschmidt samt styrmand Sherm Clark, der repræsenterede USA. Amerikanerne kom i finalen ved at vinde deres indledende heat, og her måtte de se sig besejret af den schweiziske båd, mens de selv sikrede sig sølvmedaljen akkurat foran Norge på tredjepladsen.
Ved OL 1928 i Amsterdam roede Myers singlesculler, og han vandt alle sine indledende heat, kvartfinalen og semifinalen, inden han i finalen mødte den indtil legene ret ukendte australier, Bobby Pearce. Under legene havde han dog vist stor styrke og lige som Myers knust al modstand undervejs til finalen. Pearce var også i finalen den stærkeste og vandt med næsten ti sekunder, mens briten David Collet vandt B-finalen og fik bronze.
Myers vandt to nationale mesterskaber i singlesculler i 1929, men ved OL 1932 i Los Angeles stillede han op i dobbeltsculler sammen med Garrett Gilmore, der lige som Myers også tidligere havde vundet OL-medalje. Ved legene kom de i indledende runde op imod tyskerne Herbert Buhtz og Gerhard Boetzelen og vandt duellen ret sikkert. Tyskerne kom dog via opsamlingsheat i finalen, men i finalen var Myers og Gilmore igen suveræne og vandt guld med et forspring på mere end fem sekunder foran tyskerne, mens canadierne Noël de Mille og Ned Pratt fik bronze, yderligere fem sekunder bagud. Med medaljen skrev Myers sig ind på listen over amerikanere med flest OL-medaljer i roning: kun Paul Costello og John B. Kelly Sr. havde vundet tre medaljer tidligere, og siden er det kun Conn Findlay, der ligeledes har vundet tre medaljer i roning i 1950'erne og 1960'erne.

## OL-medaljer
- 1932:  Guld i dobbeltsculler
- 1920:  Sølv i firer med styrmand
- 1928:  Sølv i singlesculler